# Динар Републике Српске Крајине
Динар Републике Српске Крајине (често називан Крајишки динар) је био званична новчана јединица у Републици Српској Крајини од 1991. до 1995. године. 

## Историја Динара Републике Српске Крајине
Динар је био званична новчана јединица Републике Српске Крајине, а издавала га је Народна банка Републике Српске Крајине. Динар Републике Српске Крајине је наслиједио динар СФРЈ, који је до тада био званична новчана јединица. Прво су у употреби од 1991. били вриједносни бонови, а након тога је 1992. штампана прва серија динарских новчаница која је била везана за југословенски реформисани динар СРЈ, према ком је имала курс од 1:1. Друга серија новчаница је уведена 1. октобра 1993. године (Крајишки октобарски динар), замјењујући претходну у односу 1:1.000.000, што је одговарало и деноминацији Новог динара Савезне Републике Југославије. Након тога, Република Српска Крајина је и даље користила динар Републике Српске Крајине који је имао исту вриједност као и југословенска валута (прво такозвани „динар из 1994. године“ 1. јануара 1994, а затим „нови динар“ 24. јануара 1994) све до августа 1995. године, када је дошло до етничког прогона становника Републике Српске Крајине.
Обадвије серије папирних новчаница Републике Српске Крајине, укључујући и вриједносне бонове, су пуштене у оптицај само као папирне новчанице. Прва и друга серија су скоро идентичне динару Републике Српске, са тим да су се поједини апоени разликовали, као и грб, односно централни мотив. Вриједносни бонови и серије динарских новчаница садрже грб Републике Српске Крајине, док серија из 1993. године садржи додатни мотив Книнске тврђаве.

### Однос валуте према осталим динарима
Осим према југословенском динару, динар Републике Српске Крајине је имао једнак однос и према динару Републике Српске.

## Новчанице

### Вриједносни бонови 1991.
Вриједносни бонови су у Републици Српској Крајини уведени 1991. године. У овој серији су издате три различите вриједности од 10.000, 20.000 и 50.000 динара. На боновима се на лијевој страни налази грб Републике Српске Крајине. У горњем дијелу лица се налази натпис „РЕПУБЛИКА СРПСКА КРАЈИНА“ штампан великим ћириличним словима, а испод њега на средини натпис „ВРИЈЕДНОСНИ БОН“ који покрива централни мотив. У средини централног мотива се налази вриједност исписана бројевима, а на дну словима приказана вриједност штампана ћириличним писмом.

#### Вриједност
- 10.000 (десет хиљада динара П-РА1),
- 20.000 (двадесет хиљада динара П-РА2),
- 50.000 (педесет хиљада динара П-РА3).

#### Боја
- 10.000 плава
- 20.000 црвена
- 50.000 љубичаста

| Номин. врије. | Лице | Величина | Боја      | Датум изд. | Кат. број |
| ------------- | ---- | -------- | --------- | ---------- | --------- |
| 10.000 Дин    |      | ?        | плава     | 1991.      | # 1.      |
| 20.000 Дин    |      | ?        | црвена    | 1991.      | # 2.      |
| 20.000 Дин    |      | ?        | смеђа     | 1991.      | # 2.      |
| 50.000 Дин    |      | ?        | љубичаста | 1991.      | # 3.      |

### Прва серија 1992.
Прву серију динарских папирних новчаница Републике Српске Крајине је издала Народна банка Републике Српске Крајине, и ове новчанице су исте као и новчанице прве серије динара Републике Српске. Прва серија се састоји од 16 динарских апоена који су штампани током 1992. и 1993. године. Новчанице су штампане у вриједности од 10 до 10.000.000.000 динара. Мотив на новчаницама је грб Републике Српске Крајине. Лице (аверс) је исписано ћириличним писмом, а полеђина, односно наличје (реверс) латиничним писмом. Првих пет новчаница у вриједности од 50 до 1.000 динара издатих 1992. године садрже натпис „Република Српска Крајина“, који је касније на свим новчаницама ове серије замјењен натписом „Народна банка Републике Српске Крајине“. Истих пет новчаница садрже потпис (В. Пеурача) Министра финансија Републике Српске Крајине који је касније на новчаницама ове серије замијењен потписом (П. Марјановић) гувернера Народне банке Републике Српске Крајине Паје Марјановића. Испод потписа се на свим новчаницама налази натпис „КНИН“ и година издања. Све новчанице ове серије садрже 7 цифара у серијском броју (нпр. 0100001).

#### Вриједност

##### Серија 1992, штампа 1992.
Номинације од 10, 50, 100, 500, 1.000, 5.000, 10.000 дин.
- 10 (десет динара П-Р1а),
- 50 (педесет динара П-Р2а),
- 100 (сто динара П-Р3а),
- 500 (петсто динара П-Р4а),
- 1 000 (хиљаду динара П-Р5а),
- 5 000 (пет хиљада динара П-Р6а),
- 10.000 (десет хиљада динара П-Р7а).

##### Серија 1992, штампа 1993.
Номинације од педесет хиљада до десет милијарди дин.
- 50.000 (педесет хиљада динара П-Р8),
- 100.000 (сто хиљада динара П-Р9),
- 1.000.000 (један милион динара П-Р10),
- 5.000.000 (пет милиона динара П-Р11),
- 10.000.000 (десет милиона динара П-Р12),
- 20.000.000 (двадесет милиона динара П-Р13),
- 50.000.000 (педесет милиона динара П-Р14),
- 100.000.000 (сто милиона динара П-Р15),
- 500.000.000 (петсто милиона динара П-Р16а),
- 1.000.000.000 (једна милијарда динара П-Р17а),
- 5.000.000.000 (пет милијарди динара П-Р18а),
- 10.000.000.000 (десет милијарди динара П-Р19),
- 10.000.000.000 (десет милијарди динара П-Р19а).

| Номин. врије.      | Лице | Наличје | Величина | Боја       | Датум изд. | Кат. број |
| ------------------ | ---- | ------- | -------- | ---------- | ---------- | --------- |
| 10 Дин             |      |         | 129х56   | браон      | 1992.      | # 1       |
| 50 Дин             |      |         | 129х56   | маслинаста | 1992.      | # 2       |
| 100 Дин            |      |         | 129х56   | плава      | 1992.      | # 3       |
| 500 Дин            |      |         | 150×70   | ?          | 1992.      | # 4       |
| 1.000 Дин          |      |         | 150×70   | ?          | 1992.      | # 5       |
| 5.000 Дин          |      |         | 147×70   | ?          | 1992.      | # 6       |
| 10.000 Дин         |      |         | 147×70   | ?          | 1992.      | # 7       |
| 50.000 Дин         |      |         | 147×70   | ?          | 1993.      | # 8       |
| 100.000 Дин        |      |         | 150×70   | ?          | 1993.      | # 9       |
| 1.000.000 Дин      |      |         | 147×70   | ?          | 1993.      | # 10      |
| 5.000.000 Дин      |      |         | 147×70   | ?          | 1993.      | # 11      |
| 10.000.000 Дин     |      |         | 147×70   | ?          | 1993.      | # 12      |
| 20.000.000 Дин     |      |         | ?        | ?          | 1993.      | # 13      |
| 50.000.000 Дин     |      |         | 138×68   | ?          | 1993.      | # 14      |
| 100.000.000 Дин    |      |         | 139×66   | ?          | 1993.      | # 15      |
| 500.000.000 Дин    |      |         | ?        | ?          | 1993.      | # 16      |
| 1.000.000.000 Дин  |      |         | 139×66   | ?          | 1993.      | # 17      |
| 5.000.000.000 Дин  |      |         | 139×66   | ?          | 1993.      | # 18      |
| 10.000.000.000 Дин |      |         | 139×66   | ?          | 1993.      | # 19      |

### Друга серија 1993.
Друга серија динара Републике Српске је штампана након деноминације југословенске динарске валуте 1. октобра 1993. године. Новчанице је издала Народна банка Републике Српске Крајине 1993. године. Мотив на лицу је Книнска тврђава, а на полеђини грб Републике Српске Крајине. Све новчанице у овој серији су исте величине ?. Водени жиг са мотивом орнамента је исти на свим новчаницама. Новчанице ове серије не садрже заштитну нит. Све новчанице ове серије садрже серијску ознаку „А“ и 7 цифара у серијском броју (нпр. А 0100001), и све садрже потпис (П. Марјановић) гувернера Народне банке Републике Српске Крајине. Испод потписа гувернера Народне банке Републике Српске Крајине се налази и натпис „КНИН“ уз који је штампана година издања (1993, 1994). Лице (аверс) је исписан ћириличним писмом, а полеђина, односно наличје (реверс) латиничним писмом. 

#### Вриједност

##### Серија 1993, штампа 1993.
- 5 000 (пет хиљада динара П-Р20а),
- 50.000 (педесет хиљада динара П-Р21а),
- 100.000 (сто хиљада динара П-Р22а),
- 500.000 (петсто хиљада динара П-Р23а),
- 5.000.000 (пет милиона динара П-Р24а),
- 100.000.000 (сто милиона динара П-Р25а),
- 500.000.000 (пет стотина милиона динара П-Р26),
- 5.000.000.000 (пет милијарди динара П-Р27),
- 10.000.000.000 (десет милијарди динара П-Р28),
- 50.000.000.000 (педесет милијарди динара П-Р29).

##### Серија 1993, штампа 1994.
- 1 000 (хиљада динара П-Р30а),
- 10.000 (десет хиљада динара П-Р31),
- 500.000 (петсто хиљада динара П-Р32а),
- 1.000.000 (милион динара П-Р33а),
- 10.000.000 (десет милиона динара П-Р34а).

| Номин. врије.      | Лице | Наличје | Величина | Боја | Датум изд. | Кат. број |
| ------------------ | ---- | ------- | -------- | ---- | ---------- | --------- |
| 5000 Дин           |      |         | 138×66   | ?    | 1993.      | # 20      |
| 50.000 Дин         |      |         | 138×66   | ?    | 1993.      | # 21      |
| 100.000 Дин        |      |         | 139×66   | ?    | 1993.      | # 22      |
| 500.000 Дин        |      |         | 140×65   | ?    | 1993.      | # 23      |
| 5.000.000 Дин      |      |         | 139×66   | ?    | 1993.      | # 24      |
| 100.000.000 Дин    |      |         | 138×66   | ?    | 1993.      | # 25      |
| 500.000.000 Дин    |      |         | 139×66   | ?    | 1993.      | # 26      |
| 5.000.000.000 Дин  |      |         | 139×66   | ?    | 1993.      | # 27      |
| 10.000.000.000 Дин |      |         | 139×66   | ?    | 1993.      | # 28      |
| 50.000.000.000 Дин |      |         | 139×66   | ?    | 1993.      | # 29      |

| Номин. врије.  | Лице | Наличје | Величина | Боја | Датум изд. | Кат. број |
| -------------- | ---- | ------- | -------- | ---- | ---------- | --------- |
| 1 000 Дин      |      |         | 139×66   | ?    | 1994.      | # 30      |
| 10.000 Дин     |      |         | 139×66   | ?    | 1994.      | # 31      |
| 500.000 Дин    |      |         | 140×65   | ?    | 1994.      | # 32      |
| 1.000.000 Дин  |      |         | 139×66   | ?    | 1994.      | # 33      |
| 10.000.000 Дин |      |         | 139×66   | ?    | 1994.      | # 34      |